# Roboastra gracilis
Espèce
Roboastra gracilis une espèce de nudibranche de la famille Polyceridae.

## Distribution
Cette espèce se rencontre dans la zone tropicale Indo/Ouest-Pacifique. 

## Habitat
Son habitat correspond à la zone récifale externe, sur les platiers et dans les lagons.

## Description
Cette espèce peut mesurer jusqu'à 25 mm. 
Le corps est allongé, limaciforme et la partie antérieure du pied se termine en pointe.
Le manteau est noir et parcouru de multiples lignes longitudinales rouges,rouge-brunes, orangées qui peuvent être discontinues. 
Le bord périphérique du manteau est doté d'un liseré bleuté.
Les rhinophores sont lamellés et le bouquet branchial sont disproportionnés par rapport au corps et constituent une marque distinctive du genre, leur teinte est translucide bleuté.

## Éthologie
Ce Roboastra est benthique et diurne, se déplace à vue sans crainte d'être pris pour une proie de par la présence de glandes défensives réparties dans les tissus du corps.

## Alimentation
Roboastra gracilis est un redoutable chasseur carnassier, il se nourrit principalement d'autres Opisthobranches.